# 続・菩提樹
『続・菩提樹』（ぞく・ぼだいじゅ、原題：独: Die Trapp-Familie in Amerika）は、1958年制作の西ドイツ映画。

## 概要
マリア・フォン・トラップによる自叙伝『トラップ・ファミリー合唱団物語』の後編（アメリカ編）を原作としている。
ミュージカル『サウンド・オブ・ミュージック』の基になった、1956年公開の映画『菩提樹』の続編であり、アメリカ合衆国に亡命した後のトラップファミリーを描いている。スタッフ・キャスト共に『菩提樹』と同じメンバーである。

## あらすじ
祖国オーストリアを併合したナチス・ドイツの手を逃れアメリカ亡命を果たしたトラップ一家は、小型バスに揺られて米国各地での演奏旅行を続けていたが、亡命直後の話題性による人気は早くも衰え、コンサート会場は空席だらけの有様であった。そんな中、アメリカ入国の保証人でもあった興行主のゼーミッシュからは契約解除を告げる手紙が届き、一家は安アパートでの貧困生活を強いられる。歌声に魅了されたアパートの住人から別の芸能プロデューサー、ハリスを紹介された一家であったが、宗教音楽にこだわるフランツ・ヴァスナー神父の指揮によるパレストリーナのミサ曲の直立不動の歌唱は「瀕死のアヒル」などと呼ばれ芸能的に評価されない。アメリカとヨーロッパの文化の違いに戸惑いつつ、マリアは結婚指輪、ゲオルクはマリア・テレジア勲章を売って資金を作りながら一家はアメリカで苦難の演奏活動を続けてゆく。

## キャスト
※括弧内は日本語吹替（テレビ版、初回放送1965年4月7日 フジテレビ）
- マリア・トラップ：ルート・ロイヴェリク（寺島信子）
- トラップ男爵：ハンス・ホルト（ドイツ語版）（中村正）
- ワーナー・フォン・トラップ：ミハエル・アンデ（三木弘子）
- ヴァスナー神父：ヨゼフ・マインラート（ドイツ語版）（北村弘一）
- パトリック：ウォルフガング・ワール（山谷初男）